# Stomatosema nemorum
Stomatosema nemorum är en tvåvingeart som beskrevs av Jean-Jacques Kieffer 1904. Stomatosema nemorum ingår i släktet Stomatosema och familjen gallmyggor. Inga underarter finns listade i Catalogue of Life.